# Markgrafschaft Meißen

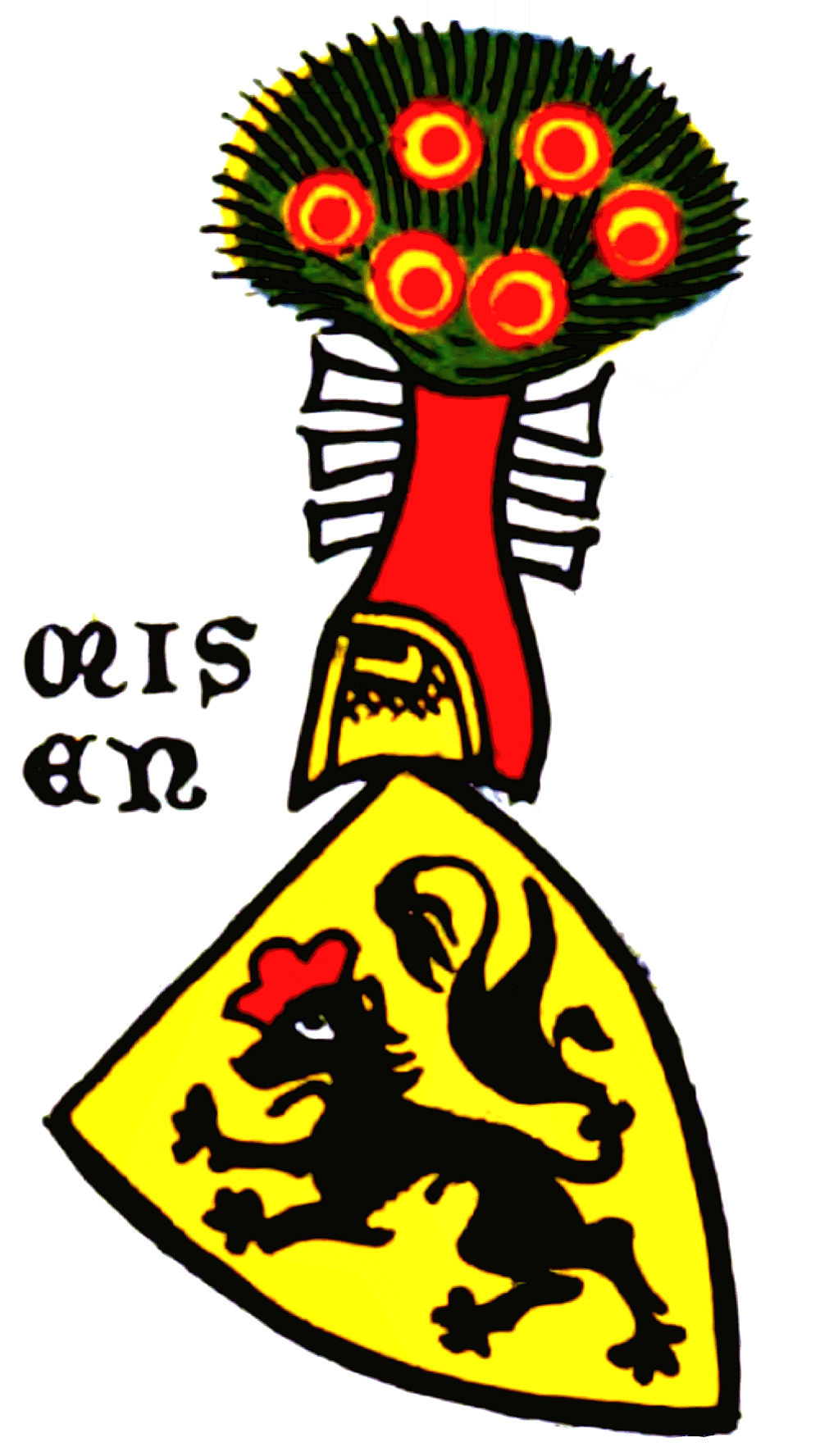
Wappen von Meißen (Misen), Zürcher Wappenrolle, ca. 1340

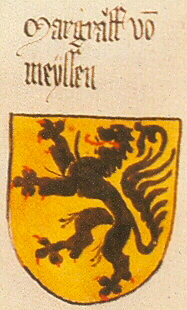
Wappen der Markgrafschaft Meißen im Ingeram-Codex

Die Markgrafschaft Meißen war ein mittelalterliches Fürstentum im Gebiet des heutigen Bundeslandes Sachsen, des eigentlichen Obersachsens bzw. des Meißnischen Kreises, das im Zuge der Deutschen Ostsiedlung entstand.
Die Mark wurde im 10. Jahrhundert gegründet, stand ab 1089 unter der wettinischen Herrschaft, und ging 1423 (durch kaiserliche Belehnung Friedrichs des Streitbaren für seinen Einsatz gegen die Hussiten) im Kurfürstentum Sachsen auf.

## Herrscher

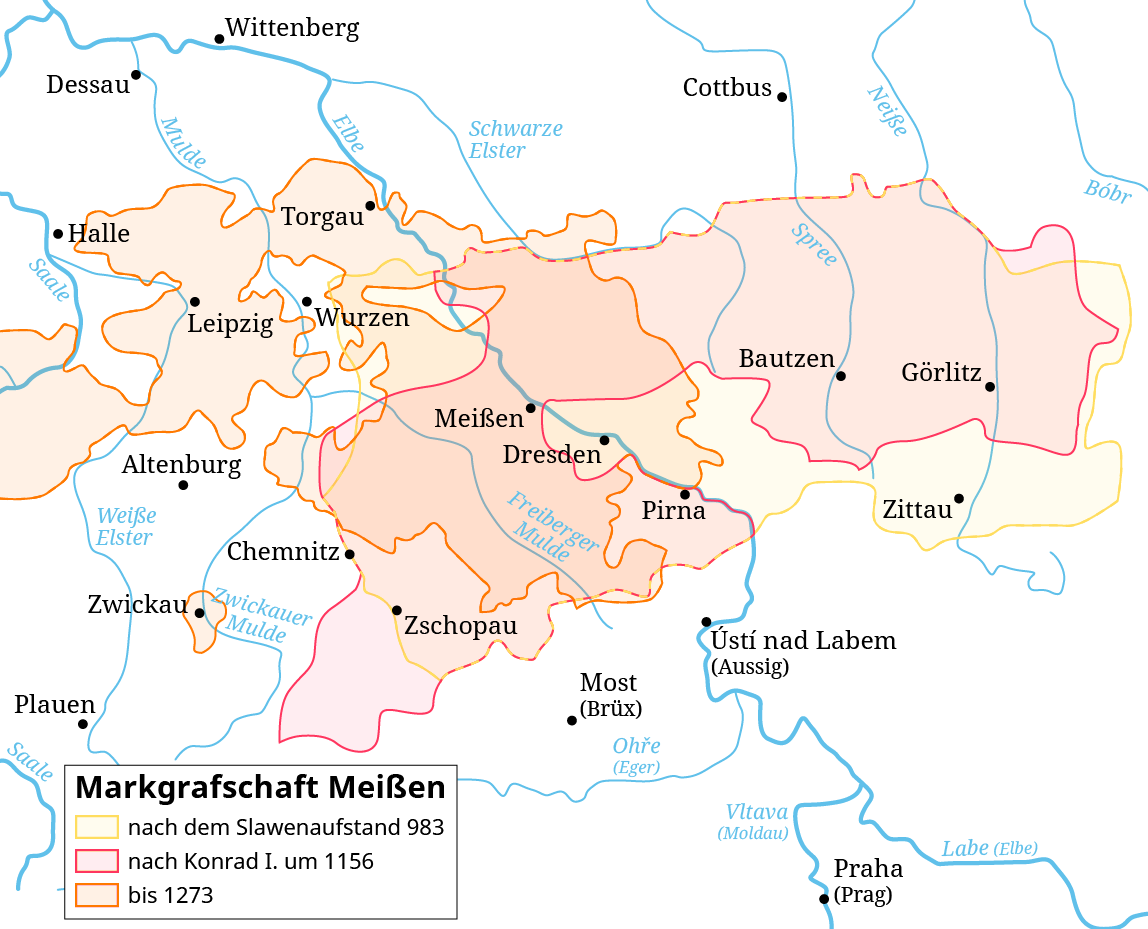
Markgrafschaft Meißen in den Umfängen von 983, 1156, sowie bis 1273 (nach dem Verlust des Bautzener Landes an Böhmen 1158 und nach Westen verschoben)
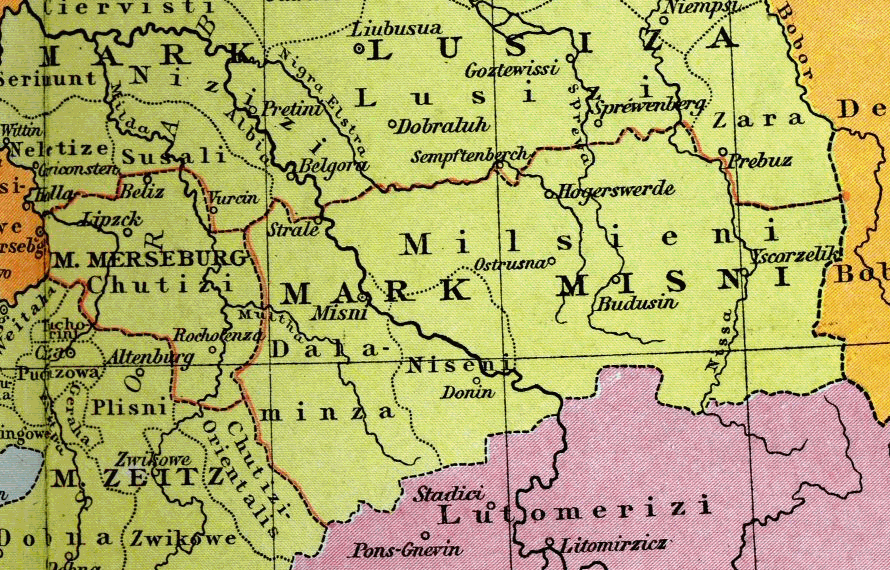
Markgrafschaft Meißen um 1000 (per Droysen, 1886)
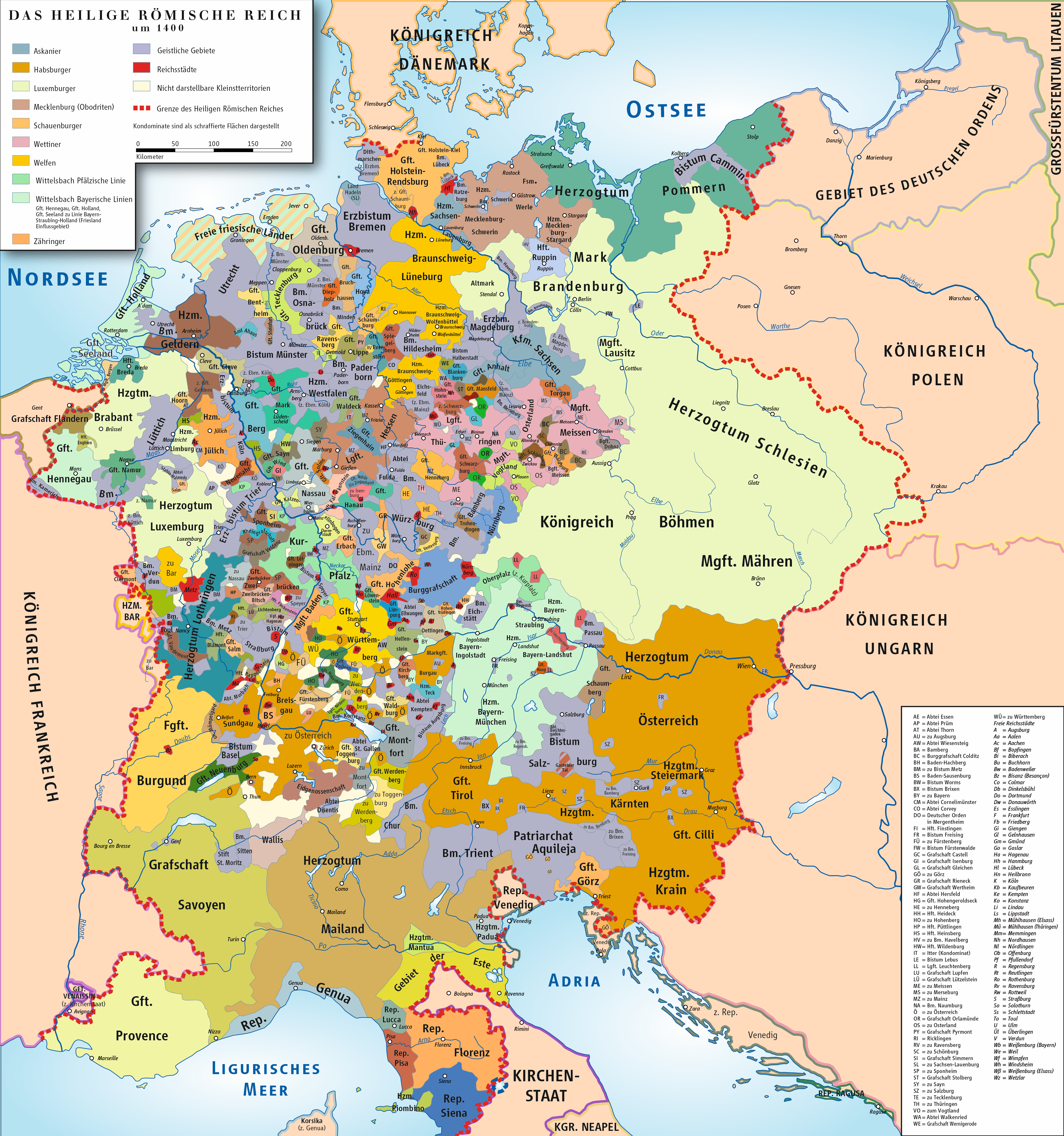
Heiliges Römisches Reich um 1400: Das damalige (askanische) Kurfürstentum Sachsen, die Markgrafschaft Meißen und die Landgrafschaft Thüringen wurden 1423 zum Kernland des modernen (nun wettinischen) Kurfürstentums Sachsen
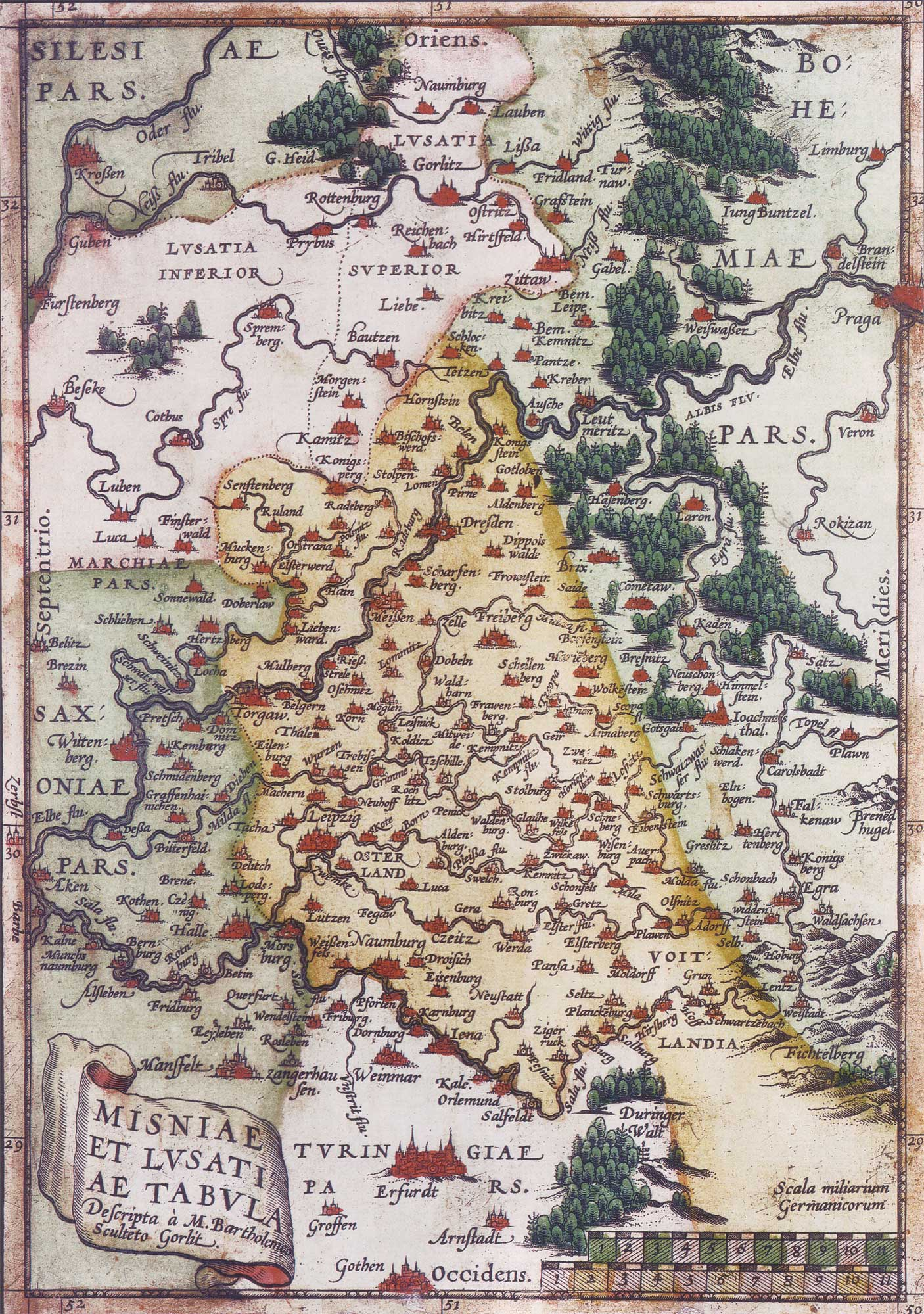
Die Mark Meißen um 1600. Oben ist hier Osten

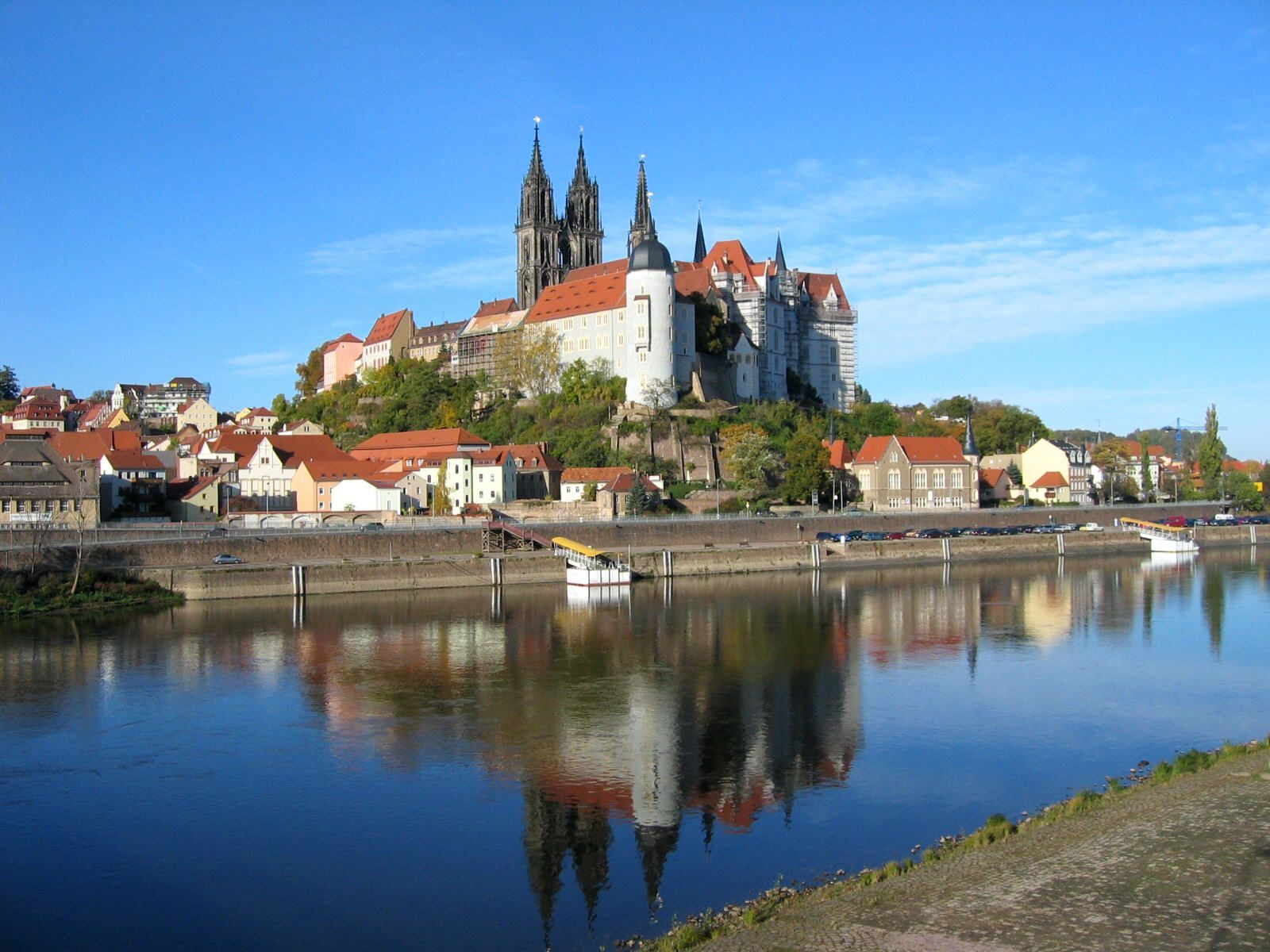
Albrechtsburg und Dom in Meißen

Während eines Feldzugs gegen die slawischen Daleminzier ließ König Heinrich I. 928/929 auf einem Hügel an der Elbe eine Burg erbauen, die ihren Namen nach dem unterhalb fließenden Bach Meisa (oder einem dort gelegenen slawischen Dorf gleichen Namens) erhielt. Wahrscheinlich ging die Burg unmittelbar nach Abzug des sächsischen Heeres wieder verloren, denn aus der Zeit von 929 bis 968 liegen keine Nachrichten über Meißen vor. Für das Jahr 968 sind in der Stiftungsurkunde des Erzbistums Magdeburg mit Wigbert, Gunther von Merseburg und Wigger I. einmalig drei Markgrafen bezeugt, von denen angenommen wird, dass entweder Gunther oder Wigbert ihren Sitz in Meißen hatten. Allerdings fehlt es an einem Beleg für die Existenz einer Markgrafschaft. Der Burgberg wurde noch im selben Jahr Sitz für den Bischof des neuen Bistums Meißen. Zu Füßen der Burg entwickelte sich die Stadt Meißen. Seit 1068 ist außerdem ein Burggraf nachweisbar. Mit der Zeit entwickelte sich eine Burggrafschaft Meißen, die die Familie der Meinheringer weiter ausbauen konnte.
Zum Slawenaufstand von 983 reichte die Markgrafschaft von der Linie Wurzen-Chemnitz-Zschopau im Westen bis an den Fluss Queis (historische Grenze der Oberlausitz zu Schlesien) im Osten.
Der Herrschaftsbereich der Markgrafen von Meißen dagegen dehnte sich im Laufe des 11. Jahrhunderts bis an die Neiße aus, später auch in südlicher Richtung bis in das Erzgebirge hinein. Für das Jahr 983 ist ein gewisser Rikdag als Markgraf belegt, seit 985 die Familie der Ekkehardinger. Durch den Frieden von Bautzen kam es jedoch schon von 1018 bis 1031 zur ersten vorübergehenden, später endgültigen Trennung des Milzenerlandes, der späteren Oberlausitz, von der Markgrafschaft.

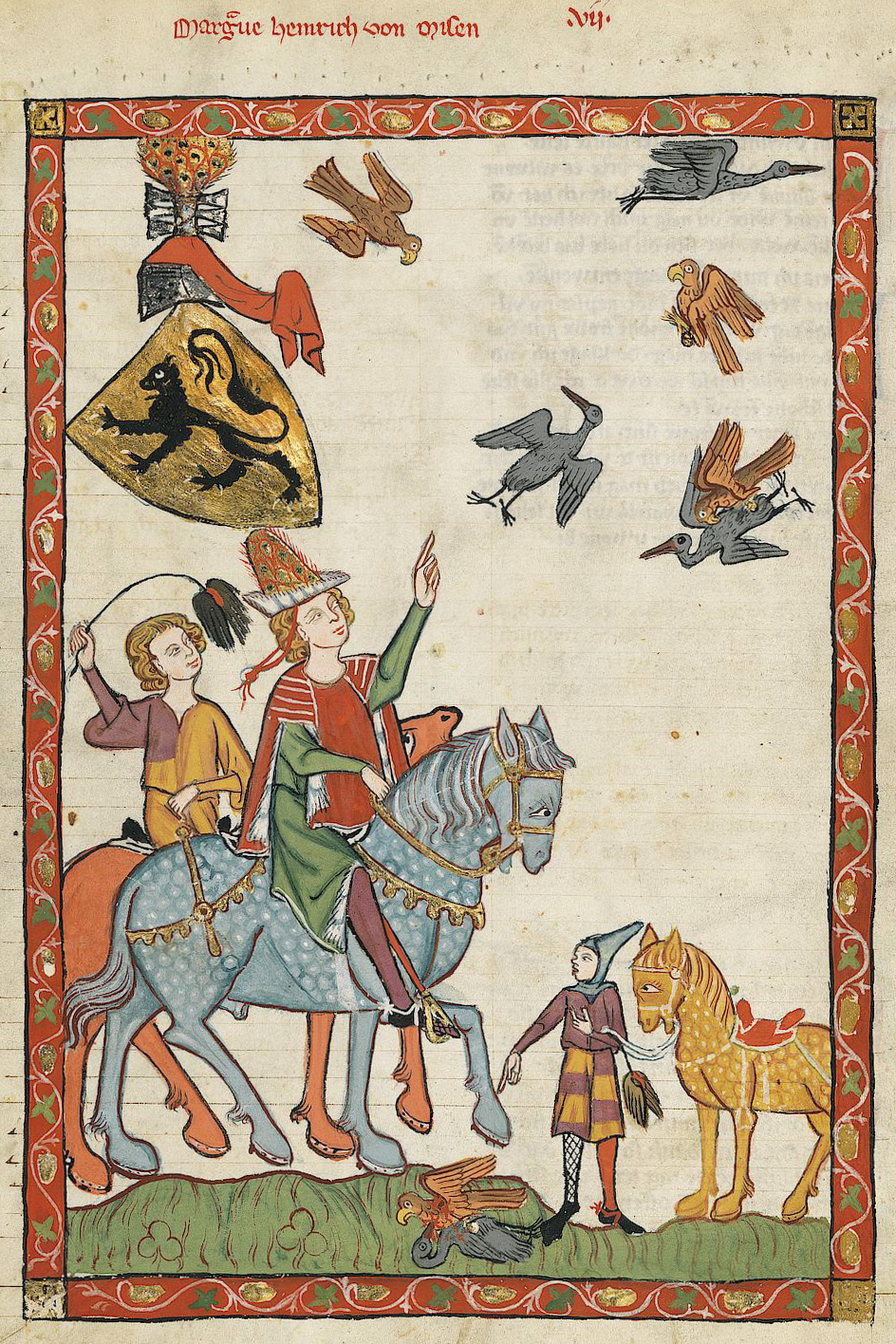
Heinrich der Erlauchte, Markgraf von Meißen und Landgraf von Thüringen, dargestellt im Codex Manesse, 14. Jahrhundert.

1046 kam die Markgrafschaft an die Familie der Weimar-Orlamünder Grafen, 1067 an die Brunonen, deren Vertreter Ekbert II. im Investiturstreit 1089 abgesetzt wurde. Ihm folgte im gleichen Jahr Heinrich I. von Eilenburg (1089–1103) aus der Familie der Wettiner, unter deren Herrschaft die Markgrafschaft von nun an verbleiben sollte. Vor allem unter den Markgrafen Konrad (1123–1156), Otto (1156–1190) und Dietrich (1190/1197–1221) wurde die Markgrafschaft erweitert und ausgebaut. 1158 ging die Oberlausitz an Böhmen, und die Wettiner sollen die bis 17. Jahrhundert nicht wiedererwerben können. Der Versuch Kaiser Heinrich VI., die Markgrafschaft Meißen 1195 für das Reich wieder einzuziehen, konnte nach dessen Tod abgewehrt werden.
Heinrich der Erlauchte (1221–1288) konnte sich 1264 im Erbstreit um die Landgrafschaft Thüringen durchsetzen, wo sein Onkel Heinrich Raspe 1247 kinderlos verstorben war, und dadurch Thüringen den wettinischen Besitztümern hinzufügen. 1243/1255 erwarb Heinrich der Erlauchte zunächst pfandweise das Pleißenland um Altenburg, wodurch er den wettinischen Besitz in der Markgrafschaft Meißen mit dem Besitz in Thüringen und älteren wettinischen Grafschaften verbinden konnte. Ein Versuch des Königs, die Markgrafschaft Meißen als Lehen wieder an sich zu ziehen, scheiterte 1307 mit der Schlacht bei Lucka.
In der Folgezeit kam es zu gemeinsamen Regentschaften mehrerer männlicher Verwandter der Wettiner, in den Jahren 1382 und 1445 sogar zur Teilung der Gebiete, die der Markgrafschaft Meißen, der Landgrafschaft Thüringen und dem Pleißenland angehörten. Nach Aussterben einzelner Familienlinien fielen diese Gebiete aber immer wieder zusammen. Gleichzeitig konnte das Territorium durch Heirat, Geldzahlungen oder militärische Gewalt erweitert werden (z. B. in der Dohnaischen Fehde), 1426 auch wieder die Rechte an der Burggrafschaft Meißen. Ende des 15. Jahrhunderts erstreckte sich das Herrschaftsgebiet der Wettiner über mehr oder weniger zusammenhängende Gebiete zwischen Werra und Oder.
1423 wurde dem Markgrafen von Meißen Friedrich dem Streitbaren das Herzogtum Sachsen-Wittenberg übertragen, mit dem auch die Kurwürde verbunden war. Infolgedessen ging die Markgrafschaft Meißen im Kurfürstentum Sachsen auf und verlor ihre Eigenschaft als selbständiges Fürstentum. Die Leipziger Teilung 1485 zwischen den Brüdern Ernst und Albrecht führte zur Trennung in ein ernestinisches und ein albertinisches Sachsen. Die Nachfolgestaaten des Ersteren sind neben anderen Staaten Vorläufer des heutigen Bundeslandes Thüringen und die des Zweiten für das Bundesland Sachsen, das auch das Kerngebiet der Markgrafschaft umfasst.
Die Albertiner, ab 1547 Kurfürsten von Sachsen und ab 1806 sächsische Könige, führten den Titel eines Markgrafen von Meißen (unter vielen anderen Titeln) fort. Prinz Friedrich Christian (1893–1968), Sohn des letzten Sachsenkönigs und Chef der albertinischen Linie des Hauses Wettin (ab 1932) nahm informell (d. h. ohne förmliche Namensänderung) diesen Titel wieder an, um seine Stellung als Hauschef der Albertiner zu dokumentieren. Als solcher folgte ihm sein ältester Sohn Maria Emanuel Markgraf von Meißen (1926–2012). Seither ist ein Streit um die Position als Chef des vormals Königlichen Hauses Sachsen entbrannt.

## Umfang
Ursprünglich umfasste die Markgrafschaft Meißen nur das Altsiedelland der Burggrafschaft (etwa vergleichbar mit dem späteren Landkreis Meißen). Im 12. und 13. Jahrhundert kamen weitere Teile hinzu, so dass sich die Markgrafschaft Meißen schließlich bis in das Erzgebirge und das Leipziger Land erstreckte. 1547 gliederte Kurfürst Moritz sein Herrschaftsgebiet in fünf Kreise: den Kurkreis, den Thüringer Kreis, den Leipziger Kreis, den Meißnischen Kreis und den Erzgebirgischen Kreis. Der Leipziger Kreis, der Meißnische Kreis und der Erzgebirgische Kreis gingen aus der alten Markgrafschaft Meißen hervor.

## Industrie, Handel, Wissenschaft, Kultur und Religion

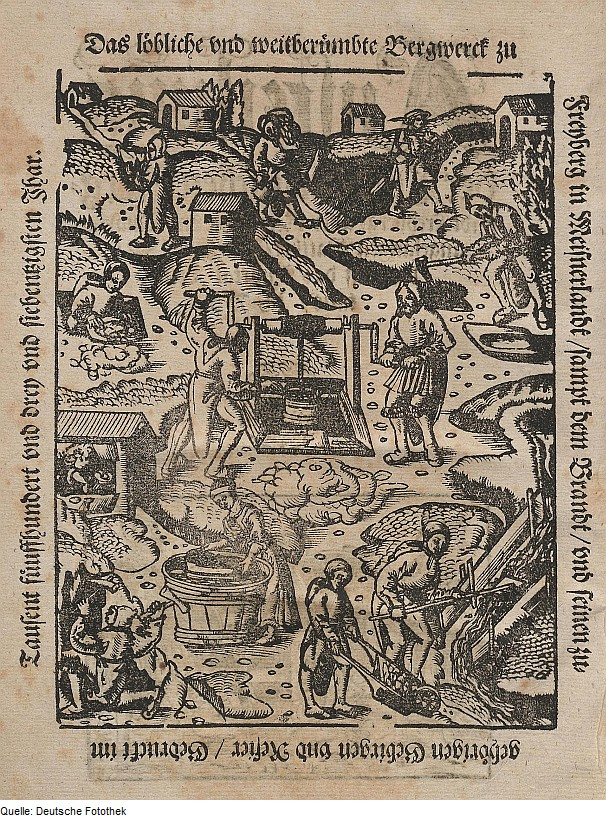
Bergbau in Freiberg

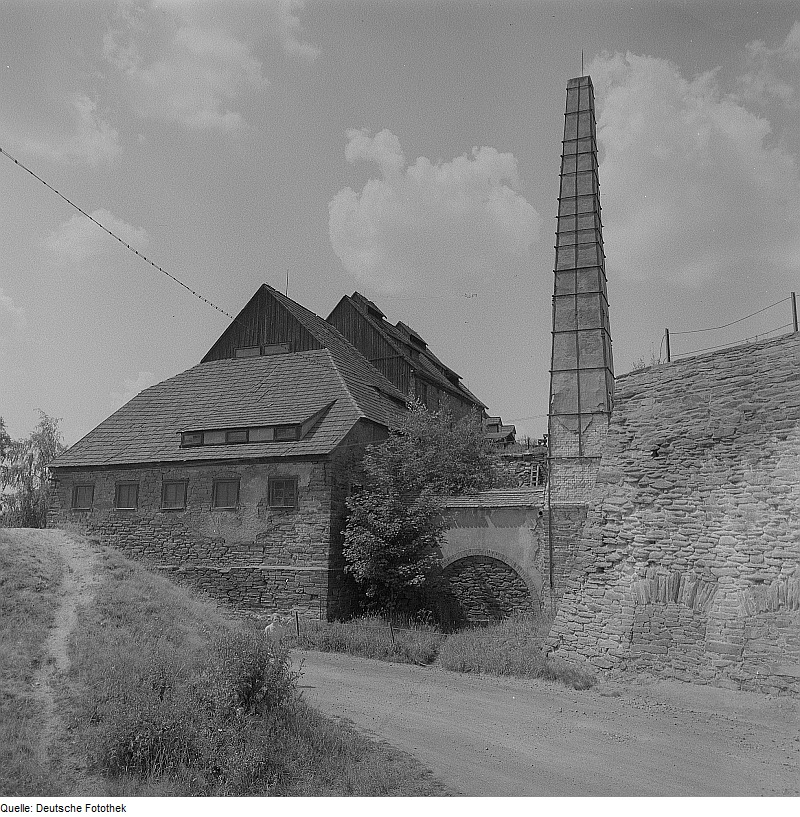
Bergbau, Hüttenwesen, Anlage "Alte Elisabeth"

### Bergbau
Seit Jahrhunderten beeinflusste der Bergbau die Landschaft, Wirtschaft und Kultur der Region. Er hatte auch Einfluss auf andere Bergbauregionen national und international. Markgraf Otto von Meißen ließ zwischen 1156 und 1162 im Bereich der Flusstäler der Freiberger Mulde und Striegis den Urwald roden und mehrere Waldhufendörfer für das Kloster Altzelle anlegen.
Im Jahre 1168 wurde bei Christiansdorf Silbererz entdeckt; die Kunde von den Silberfunden lockte zahlreiche Bergleute, Händler und Handwerker vor allem aus Süddeutschland und dem Harz samt ihren Familien ins Erzgebirge.

### Freiheiten
Die Zusicherung besonderer Freiheiten für die Bergleute, wie u. a. der Freiheit der Person und die Befreiung von verschiedenen Fronabgaben und -diensten, förderten den Bevölkerungszustrom zusätzlich. Aus der ehemaligen bäuerlichen Waldhufensiedlung entwickelte sich die Stadt Freiberg (der freie Berg).

### Ius Fribergensis
Das Freiberger Stadt- und Bergrecht, „ius Fribergensis“, erstmals 1233 erwähnt, erlangte ab 1307 in schriftlicher Form große Bedeutung für das Erzgebirge.

### Münzen
Breiter Groschen (lat. grossus latus) ist die Bezeichnung für den ersten Groschen Friedrichs II. des Ernsthaften, der in den Jahren 1338 bis 1349 in der Markgrafschaft Meißen nach dem Vorbild des Prager Groschens geprägt wurde. Mit der Einführung der Groschenmünze wurde die Brakteatenzeit beendet und die spätmittelalterliche Groschenperiode eröffnet.
Die Namen Meißner Groschen oder Freiberger Groschen erschien erst in den fünfziger bis sechziger Jahren des 14. Jahrhunderts. Die neuen Groschen Friedrichs liefen als Breite Groschen um.

### Rechenmeister Adam Ries
1522 zog den Rechenmeister Adam Ries in die junge Stadt Annaberg, er eröffnete eine private Rechenschule. 1524 beendete Ries die Arbeiten am Manuskript der Coß, einem mehr als 500 Seiten umfassenden Lehrbuch der Algebra (Coß ist der im Mittelalter übliche Name für die Variable bzw. Unbekannte). Die Coß ist ein Bindeglied zwischen der mittelalterlichen und der heutigen Algebra. Adam Ries verfasste drei Rechenbücher für den Unterricht in Rechenschulen und für die Ausbildung von Kaufleuten und Handwerkern. Ergänzend zu seinen früheren Büchern hat er auch das „Visieren“ behandelt, die zu seiner Zeit wichtige Berechnung des Inhalts von Fässern.

### Lebensmittelversorgung
Besondere Bedeutung hatte die Versorgung der rasch zunehmenden Bevölkerung mit Lebensmitteln, insbesondere mit Brot. Brot hatte Festpreise, die Schwankungen der Getreidepreise wurden mit unterschiedlich großen Brotlaiben berücksichtigt. Im Auftrag der Stadt Annaberg wurde die sogenannte „Annaberger Brotordnung“ erarbeitet zum Schutz der Bevölkerung, diese regelte mit einer Sammlung von Tabellen die zulässigen Gewichtsabweichungen. Später erstellte Adam Ries ähnliche Brotordnungen für Joachimsthal, Zwickau, Hof und Leipzig der – so Ries im Vorwort – hilft, „daß der arme gemeine man ym Brotkauff nicht vbersezt würde“.

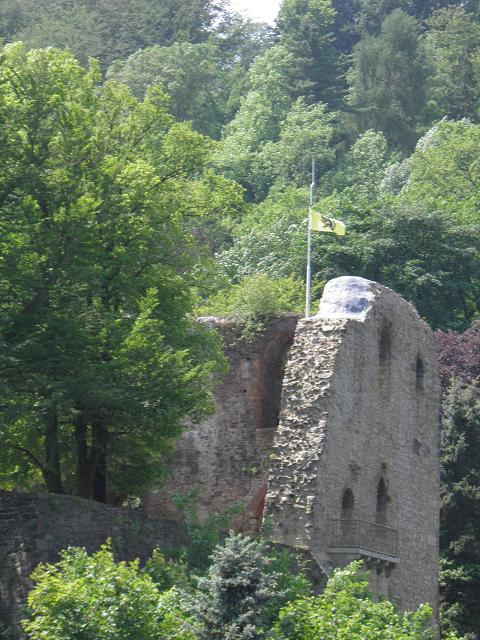
Burgruine der ehem. markmeißnischen Grenzfeste in Tharandt mit der Fahne der Markgrafschaft Meißen